# Timogenes elegans
Espèce
Synonymes
- Bothriurus elegans Mello-Leitão, 1931

Timogenes elegans est une espèce de scorpions de la famille des Bothriuridae.

## Distribution
Cette espèce se rencontre en Argentine, au Paraguay et en Bolivie.

## Description
Le mâle mesure 76,60 mm et la femelle 83,00 mm.

## Publication originale
- Mello-Leitão, 1931 : Notas sobre os Bothriuridae Sul-Americanos. Arquivos do Museu Nacional, vol. 33, p. 75-105 (texte intégral).